# Nemanja Nenadić
Ne doit pas être confondu avec Nemanja Nedović.
Nemanja Nenadić, né le 2 janvier 1994 à Belgrade, est un joueur professionnel serbe de basket-ball.

## Carrière professionnelle
Nenadić a joué pour le KK Slodes (en), le KK Tamiš (en), le KK Pirot (en), le KK Vojvodina et le OKK Dunav (en), tous des clubs de deuxième division (en) du championnat serbe. 
Le 5 août 2017, Nenadić signe un contrat de trois ans avec le club serbe du KK FMP (en).
Le 14 septembre 2018, Nenadić signe un contrat de trois ans avec l'Étoile rouge de Belgrade.
Le 23 septembre 2018, il fait ses débuts avec l'Étoile rouge lors de la finale de la Supercoupe de la Ligue adriatique 2018 (en) contre le KK Budućnost Podgorica.
Le 21 juillet 2020, Nenadić signe un contrat de deux ans avec le FMP.
Le 9 juillet 2021, il signe avec le Stelmet Zielona Góra, club du championnat polonais.
Le 24 juin 2022, il signe à CB Breogán en Espagne.
Le 13 juillet 2023, il signe avec Limoges CSP en France,.
Nenadić s'engage pour la saison 2024-2025 avec l'Élan sportif chalonnais, club français de première division. En manque de temps de jeu après l'arrivée de Michael Stockton, Nenadić décide de quitter le club en décembre 2024.

## Carrière en équipe nationale
Nenadić est membre de l'équipe universitaire serbe de basket-ball (en) qui participe à l'Universiade d'été de 2017 à Taipei.

## Palmarès
- Champion de la Ligue adriatique en 2019
- Champion du championnat serbe en 2019
- Vainqueur de la Supercoupe de la Ligue adriatique (en) en 2018